# Microvoluta teretiuscula
Microvoluta teretiuscula is een slakkensoort uit de familie van de Volutomitridae. De wetenschappelijke naam van de soort is voor het eerst geldig gepubliceerd in 1925 door Thiele.